# Ptolemaios Eupator
Ptolemaios Eupator (altgriechisch Πτολεμαῖος Ευπάτωρ Ptolemaíos Eupátōr; * um 166 v. Chr.; † wahrscheinlich kurz vor dem 31. August 152 v. Chr.) entstammte der Dynastie der Ptolemäer und war 152 v. Chr. für wenige Monate bis zu seinem frühen Tod Mitregent seines Vaters, des ägyptischen Königs Ptolemaios VI. Philometor.

## Leben
Ptolemaios Eupator, dessen Kulttitel Eupator „von einem vornehmen Vater abstammend“ bedeutet, war der älteste Sohn Ptolemaios VI.’ von dessen Schwestergemahlin Kleopatra II. Möglicherweise wurde er am 15. Oktober 166 v. Chr. geboren. Seine Geschwister waren Ptolemaios VII., Kleopatra Thea und Kleopatra III. Für das Jahr 158/157 v. Chr. ist er als eponymer Alexanderpriester bezeugt.
Aus der Tatsache, dass Ptolemaios Eupator in der Datierungsformel eines vom 3. Februar 152 v. Chr. stammenden Papyrus noch nicht erwähnt wird, sehr wohl aber in jener des zeitlich am nächsten folgenden Papyrus vom 5. April 152 v. Chr., kann geschlossen werden, dass er zwischen diesen beiden Daten von seinem Vater zum Mitregenten erhoben und mit dem Kulttitel Eupator versehen wurde. Erstaunlicherweise gab Ptolemaios VI. damit seinem ältesten Sohn einen Kulttitel, den bisher nur ein König aus der gegnerischen Dynastie der Seleukiden, nämlich Antiochos V., geführt hatte.
Aufgrund von drei aus Zypern stammenden Weihinschriften, die einen „König Ptolemaios Gott Eupator“ erwähnen, sowie einem scheinbar auf Ptolemaios Eupators Tod anspielenden Epigramm stellte Walter Otto die These auf, dass Ptolemaios VI. seinen ältesten Sohn 152 v. Chr. als König nach Zypern schickte. Dafür habe Ptolemaios Eupator seinen Titel eines Mitregenten von Ägypten aufgegeben und sei 150 v. Chr. gestorben. Diese Theorie ist nicht unwidersprochen geblieben, und Christopher Bennett glaubt überhaupt nicht an eine Regentschaft von Ptolemaios Eupator in Zypern. Dagegen nimmt der Althistoriker Werner Huß an, dass Ptolemaios Eupator nicht nur Mitregent blieb, sondern auch als ptolemäischer Vizekönig nach Zypern ging, um die Insel enger an Ägypten anzubinden; denn Ptolemaios VIII., der jüngere Bruder Ptolemaios’ VI., hatte mehrmals – wenn auch vergeblich – versucht, Zypern seiner Herrschaft zu unterwerfen. Ein hochrangiger Begleiter Eupators könnte dessen mutmaßlicher Erzieher Andromachos gewesen sein.
Aufgrund von Papyrusdatierungen, in denen Ptolemaios Eupator aus den Datierungsformeln verschwindet und stattdessen gemeinsam mit den vergöttlichten Ptolemäern vor seinen Eltern, den theoi Philometores, genannt wird, setzt Werner Huß den Tod des noch jugendlichen Prinzen vor dem 31. August 152 v. Chr. an, eine Meinung, der sich zum Beispiel Christopher Bennett anschließt. Die Entdeckung seines Grabes auf Zypern wurde 2017 bekannt gegeben.